# Victor Loche
Pour les articles homonymes, voir Loche.
Le commandant Victor Jean-François Loche (1806-1863) est un militaire et un naturaliste français.

## Biographie
Il participe à la Mission d'exploration scientifique de l'Algérie organisée par le gouvernement français, qu’il dirige à partir de 1853.
Il fait paraître en 1858 son Catalogue des mammifères et des oiseaux observés en Algérie (A. Bertrand, Paris) dans lequel il décrit 357 espèces d’oiseaux et le chat des sables.
Il a été directeur de l'exposition permanente du musée d'histoire naturelle d'Alger et du Jardin zoologique d'Alger.
Il meurt de fièvre à Bône.

## Liste partielle des publications
- Victor-Jean-François Loche (Capitaine), Catalogue des mammifères et des oiseaux observés en Algérie, Paris, A. Bertrand, 1858, XI-158 p.

Publication posthumes :
- Loche (Commandant), Histoire naturelle des mammifères de l'Algérie : exploration scientifique de l'Algérie pendant les années 1840, 1841, 1842, Paris, A. Bertrand, 1867, 123 p., 7 pl.
- Loche (Commandant), Histoire naturelle des oiseaux de l'Algérie ; exploration scientifique de l'Algérie pendant les années 1840, 1841, 1842, Paris, A. Bertrand, 1867, (2 vol.) 309-444 p., 13 pl.